# Velika Trnovitica
Velika Trnovitica falu és község Horvátországban Belovár-Bilogora megyében. Jelenleg a megye egyik legfejletlenebb községe.

## Fekvése
Belovártól légvonalban 25, közúton 31 km-re délkeletre, a Monoszlói-hegység keleti lejtői alatt, a Mlinska-patak partján fekszik.

## A község települései
A községhez Gornja Ploščica, Gornja Trnovitica, Mala Mlinska, Mala Trnovitica, Mlinski Vinogradi, Nova Ploščica, Velika Mlinska és Velika Trnovitica települések tartoznak.

## Története
Trnoviticát már a 12. századtól említik az írásos források, amikor Belus szlavón bán birtoka volt. A bán nagy tisztelője volt a Zágráb közelében található goricai Szűz Mária kolostor szerzeteseinek, akiket itteni birtokára is meghívott. Valószínűleg ők alapították a trnoviticai Szent Márton templomot is. A templom építése valószínűleg 1108 körül történt és 1112-től egészen a török hódításig plébánia székhelye volt. A 13. században Trnoviticát az akkori birtokos nemesi családról Komornak nevezték. Az egyházi vizitációban említik a komori Szent Márton templomot. A 14. században már Tövisk a neve. 1334-ben a zágrábi püspökség plébániáinak összeírásában „ecclesda sancti Martini de Twuiski” alakban találjuk. Ez a név pedig egyértelműen a magyar tövis főnévből származik. 1501-ben István nevű plébánosát „Stephanus plebanus in Spinis” alakban említik. Itt a magyar tövis főnevet már annak latin változata (spinis) váltja fel. Ugyanennek a horvát megfelelője a „trn” főnév, melyből a település mai horvát neve származik. A török a 16. század közepén (Garics várának eleste 1544.) foglalta el ezt a területet, mely ezután több mint száz évig lakatlan maradt.
A török uralom után a területre a 17. századtól folyamatosan telepítették be a keresztény lakosságot. A 17. század közepén elsősorban a Lonja és a Szávamentéről, majd később Zengg és Lika vidékéről települt be a katolikus horvát lakosság. 1737-ben a plébánia székhelyét Stara Plošćicáról ide helyezték át. 1759-ben megnyílt a település első, akkor még német nyelvű iskolája. 1765-ben az iskolának állandó tanítója volt 24 forint fizetéssel. 1802-ben 19 tanulója volt. A német iskola (Trivialschulle) 1873-ig működött, amikor bezárták.
A település 1774-ben az első katonai felmérés térképén „Dorf Velika Ternovicza” néven szerepel. A Horvát határőrvidék részeként a Kőrösi ezredhez tartozott. Lipszky János 1808-ban Budán kiadott repertóriumában „Ternoviticza” néven találjuk.
Nagy Lajos 1829-ben kiadott művében ugyancsak „Ternoviticza” néven 211 házzal, 1112 katolikus vallású lakossal találjuk. A település 1809 és 1813 között francia uralom alatt állt.
A katonai közigazgatás megszüntetése után Magyar Királyságon belül Horvátország része, Belovár-Kőrös vármegye Garesnicai járásának része lett. A településnek 1857-ben 1.290, 1910-ben 1.926 lakosa volt. Lakói mezőgazdaságból, állattartásból éltek. 1918-ban az új szerb-horvát-szlovén állam, majd később Jugoszlávia része lett. 1922-ben megalapították a „Sokol” egyesületet, 1931-ben pedig megalakult a helyi önkéntes tűzoltóegylet is. 1941 és 1945 között a németbarát Független Horvát Államhoz, majd a háború után a szocialista Jugoszláviához tartozott. A háború után a fiatalok elvándorlása miatt lakossága folyamatosan csökkent. 1991-től a független Horvátország része. 1991-ben lakosságának 94%-a horvát nemzetiségű volt. A délszláv háború idején mindvégig horvát kézen maradt. 2011-ben a településnek 631 lakosa volt.

## Lakossága
| Lakosság változása | Lakosság változása | Lakosság változása | Lakosság változása | Lakosság változása | Lakosság változása | Lakosság változása | Lakosság változása | Lakosság változása | Lakosság változása | Lakosság változása | Lakosság változása | Lakosság változása | Lakosság változása | Lakosság változása | Lakosság változása |
| ------------------ | ------------------ | ------------------ | ------------------ | ------------------ | ------------------ | ------------------ | ------------------ | ------------------ | ------------------ | ------------------ | ------------------ | ------------------ | ------------------ | ------------------ | ------------------ |
| 1857               | 1869               | 1880               | 1890               | 1900               | 1910               | 1921               | 1931               | 1948               | 1953               | 1961               | 1971               | 1981               | 1991               | 2001               | 2011               |
| 1.290              | 1.257              | 1.294              | 1.394              | 1.425              | 1.926              | 1.886              | 1.986              | 1.305              | 1.302              | 1.199              | 1.078              | 828                | 808                | 760                | 631                |

## Nevezetességei
- Szent Márton tiszteletére szentelt római katolikus plébániatemploma[7] középkori eredetű, 1108 körül építették. A 16. század közepéig plébániatemplom volt, ekkor a falut elfoglaló török lerombolta. A török alóli felszabadítás után barokk stílusban építették újjá. 1737-ben ismét plébánia székhelye lett. Értékes a templom barokk berendezése, a Szent Márton főoltár, mely 1746-ban készült, a bal oldali barokk mellékoltár, mely Szent Antal tiszteletére van szentelve és a barokk prédikálószék tetején Szent Mihály szobrával. Antun Millos püspöki vizitátor leírásából tudjuk, hogy a templom már ekkor elnyerte mai formáját.
- A templommal átellenben álló emeletes plébániaépület 1837-ben épült.

## Gazdaság
A helyi gazdaság alapját a mezőgazdaság, azon belül a földművelés és állattenyésztés adja. Hagyományos a zöldségtermesztés. A község területén 1200 hízósertés felnevelésére alkalmas farmgazdaság működik 3000 darabos éves kapacitással. A mezőgazdaságon kívül említésre méltó az „Atali” textilüzem, amely főleg hazai piacra, kis részben exportra termel. A községben könyvkiadó és értékesítő cég, építőanyagkereskedés és néhány élelmiszerbolt található. Itt működik a "PROART" építőipari cég is.

## Kultúra
A faluban a 20. század elején 1905 és 1912 között horvát közkönyvtár működött, melynek alapítója a helyi tanító Ivan Skubin volt. Ugyanő alapította 1911-ben a helyi gazdaszövetkezetet is.

## Oktatás
A helyi népiskolát 1886-ban alapították egy osztállyal a községi elöljáró lakásában. A földszintes iskolaépület 1912-ben készült el. Az iskolában az 1945/46-os tanévtől bevezették a hétéves oktatást. A mai emeletes iskolaépület 1973 és 1975 között épült. Egy területi iskolája működik Nova Plošćicán, ahol 1996-ban nyílt meg a mai iskolaépület.

## Sport
A település labdarúgóklubja az NK Moslavina Velika Trnovitica, melyet 1956-ban alapítottak. Jelenleg a megyei harmadosztályban szerepel.

## Egyesületek
- A település kulturális és művészeti egyesülete a KUD Trnovitica az 1960-as években alakult. 1974-ben felvette a „Seljančica” nevet. Ebben az időben a térség egyik legaktívabb kulturális egyesülete volt. Az 1980-as évek elejére elveszett a korábbi lendület. Az egyesületet KUD Trnovitica néven 1999. március 28-án alapították újra. Ma mintegy 40 taggal és két szekcióval, folklór és tamburacsoporttal működik.
- A település önkéntes tűzoltóegyletét 1931-ben alapították.
- A „Klen” sporthorgász egyesületet 1998-ban alapították, ma mintegy 30 taggal működik.